# Atletica leggera ai Giochi della XX Olimpiade - 1500 metri piani maschili

Video della Finale

I 1500 metri piani hanno fatto parte del programma maschile di atletica leggera ai Giochi della XX Olimpiade. La competizione si è svolta nei giorni 8-10 settembre 1972 allo Stadio olimpico di Monaco.

## Presenze ed assenze dei campioni in carica
| Competizione      | Atleta         | Prestazione | Monaco 1972 |
| ----------------- | -------------- | ----------- | ----------- |
| Olimpiadi 1968    | Kipchoge Keino | 3'34”9      | Presente    |
| Commonwealth 1970 | Kipchoge Keino | 3'36”68     | Presente    |
| Panamericani 1971 | Marty Liquori  | 3'42”10     | Infortunato |
| Europei 1971      | Franco Arese   | 3'38”4      | Presente    |

Il vincitore dei Trials USA è Jim Ryun con 3'41”5. Il mezzofondista detiene anche il record mondiale dal 1967 con 3'33”1.

## La gara
Il primatista mondiale, l'americano Ryun, vuole rifarsi dopo la delusione di Messico 1968, ma è sfortunato: cade nella sua batteria, perde secondi preziosi e pur rimontando non riesce a qualificarsi. Il campione europeo Franco Arese, su cui l'Italia ripone molte speranze, si ferma invece in semifinale (7°). Viene eliminato in semifinale anche Dave Wottle, fresco vincitore degli 800 metri. 
In finale il keniota Keino, campione olimpico uscente, parte in progressione all'inizio dell'ultimo giro distanziando tutti gli avversari eccetto il finlandese Vasala, che si impone per la maggiore velocità sul rettilineo finale. Nello sprint per il terzo posto il ventiduenne neozelandese Dixon precede l'altro keniota Boit.
Keino non è completamente deluso: ha vinto l'oro a sorpresa sui 3000 siepi sei giorni prima.

## Risultati

### Turni eliminatori
| 7 Batterie   | 8 settembre  | 71 iscritti    | Si qualificano i primi 4 + i 2 migliori tempi. |
| 3 Semifinali | 9 settembre  | 10 + 10 + 10   | Si qualificano i primi 3 + il miglior tempo.   |
| Finale       | 10 settembre | 10 concorrenti |                                                |

### Batterie
| Pos. | Atleta                | Nazione          | Tempo  | Nota |
| ---- | --------------------- | ---------------- | ------ | ---- |
| 1    | Thomas Wessinghage    | Germania Ovest   | 3'40"6 | Q    |
| 2    | Dave Wottle           | Stati Uniti      | 3'40"7 | Q    |
| 3    | Jean-Pierre Dufresne  | Francia          | 3'40"8 | Q    |
| 4    | Brendan Foster        | Gran Bretagna    | 3'40"8 | Q    |
| 5    | Donaldo Arza          | Panama           | 3'41"7 |      |
| 6    | Ivan Ivanov           | Unione Sovietica | 3'42"3 |      |
| 7    | Mehmet Tümkan         | Turchia          | 3'44"0 |      |
| 8    | Mohamed Kacemi        | Algeria          | 3'45"2 |      |
| 9    | Daniel Andrade        | Senegal          | 3'59"2 |      |
| 10   | Dafallah Sultan Farah | Sudan            | 4'02"9 |      |

| Pos. | Atleta         | Nazione        | Tempo  | Nota |
| ---- | -------------- | -------------- | ------ | ---- |
| 1    | Franco Arese   | Italia         | 3'44"0 | Q    |
| 2    | Herman Mignon  | Belgio         | 3'44"2 | Q    |
| 3    | Bodo Tümmler   | Germania Ovest | 3'44"5 | Q    |
| 4    | Gerd Larsen    | Danimarca      | 3'44"7 | Q    |
| 5    | John Kirkbride | Gran Bretagna  | 3'45"3 |      |
| 6    | Filbert Bayi   | Tanzania       | 3'45"4 |      |
| 7    | Josef Horčic   | Cecoslovacchia | 3'45"7 |      |
| 8    | Bill Smart     | Canada         | 3'49"2 |      |

| Pos. | Atleta                     | Nazione        | Tempo  | Nota |
| ---- | -------------------------- | -------------- | ------ | ---- |
| 1    | Shibrou Regassa            | Etiopia        | 3'43"6 | Q    |
| 2    | Spilios Zakharopoulos      | Grecia         | 3'43"8 | Q    |
| 3    | Henryk Szordykowski        | Polonia        | 3'44"2 | Q    |
| 4    | Pekka Päivärinta           | Finlandia      | 3'44"4 | Q    |
| 5    | André Dehertoghe           | Belgio         | 3'44"6 |      |
| 6    | Petre Lupan                | Romania        | 3'44"8 |      |
| 7    | Mohamed Makdouf            | Marocco        | 3'48"4 |      |
| 8    | Abdul Wahab Naser Al-Safra | Arabia Saudita | 4'14"5 |      |

| Pos. | Atleta             | Nazione       | Tempo  | Nota |
| ---- | ------------------ | ------------- | ------ | ---- |
| 1    | Kipchoge Keino     | Kenya         | 3'40"0 | Q    |
| 2    | Rod Dixon          | Nuova Zelanda | 3'40"0 | Q    |
| 3    | Gunnar Ekman       | Svezia        | 3'40"4 | Q    |
| 4    | Klaus-Peter Justus | Germania Est  | 3'40"4 | Q    |
| 5    | Gianni Del Buono   | Italia        | 3'40"8 | q    |
| 6    | Werner Meier       | Svizzera      | 3'43"2 |      |
| 7    | Muhammad Younis    | Pakistan      | 3'44"1 |      |
| 8    | Vitus Ashaba       | Uganda        | 3'45"2 |      |
| 9    | Jim Ryun           | Stati Uniti   | 3'51"5 |      |
| 10   | Billy Fordjour     | Ghana         | 4'08"2 |      |

| Pos. | Atleta              | Nazione        | Tempo  | Nota |
| ---- | ------------------- | -------------- | ------ | ---- |
| 1    | Hailu Ebba          | Etiopia        | 3'41"6 | Q    |
| 2    | Paul-Heinz Wellmann | Germania Ovest | 3'41"8 | Q    |
| 3    | Ray Smedley         | Gran Bretagna  | 3'42"1 | Q    |
| 4    | Christopher Fisher  | Australia      | 3'42"5 | Q    |
| 5    | Frank Murphy        | Irlanda        | 3'43"4 |      |
| 6    | Byron Dyce          | Giamaica       | 3'46"9 |      |
| 7    | Cosmas Silei        | Kenya          | 3'52"0 |      |
| 8    | Jože Međimurec      | Jugoslavia     | 3'52"1 |      |
| 9    | Harry Nkopeka       | Malawi         | 4'00"9 |      |
| 10   | Edward Kar          | Liberia        | 4'21"4 |      |

| Pos. | Atleta             | Nazione     | Tempo  | Nota |
| ---- | ------------------ | ----------- | ------ | ---- |
| 1    | Pekka Vasala       | Finlandia   | 3'40"9 | Q    |
| 2    | Tom Hansen         | Danimarca   | 3'41"1 | Q    |
| 3    | Robert Wheeler     | Stati Uniti | 3'41"3 | Q    |
| 4    | Haico Scharn       | Paesi Bassi | 3'41"4 | Q    |
| 5    | Ulf Högberg        | Svezia      | 3'41"5 | q    |
| 6    | Edgard Salvé       | Belgio      | 3'42"1 |      |
| 7    | Antonio Colón      | Porto Rico  | 3'44"6 |      |
| 8    | Édouard Rasoanaivo | Madagascar  | 3'48"5 |      |
| 9    | Jaiye Abidoye      | Nigeria     | 3'48"8 |      |
| 10   | Mohamed Aboker     | Somalia     | 3'59"5 |      |

| Pos. | Atleta             | Nazione          | Tempo  | Nota |
| ---- | ------------------ | ---------------- | ------ | ---- |
| 1    | Mike Boit          | Kenya            | 3'42"2 | Q    |
| 2    | Tony Polhill       | Nuova Zelanda    | 3'42"3 | Q    |
| 3    | Volodymyr Pantelei | Unione Sovietica | 3'42"3 | Q    |
| 4    | Jacky Boxberger    | Francia          | 3'42"6 | Q    |
| 5    | Mansour Guettaya   | Tunisia          | 3'43"9 |      |
| 6    | Fernando Mamede    | Portogallo       | 3'45"1 |      |
| 7    | Azzedine Azzouzi   | Algeria          | 3'46"4 |      |
| 8    | Ken Elmer          | Canada           | 3'46"6 |      |
| 9    | Esaie Fongang      | Camerun          | 3'54"5 |      |
| 10   | Jimmy Crampton     | Birmania         | 4'06"9 |      |

### Semifinali
| Pos. | Atleta                | Nazione          | Tempo  | Nota |
| ---- | --------------------- | ---------------- | ------ | ---- |
| 1    | Mike Boit             | Kenya            | 3'41"3 | Q    |
| 2    | Volodymyr Pantelei    | Unione Sovietica | 3'41"6 | Q    |
| 3    | Tom Hansen            | Danimarca        | 3'41"6 | Q    |
| 4    | Dave Wottle           | Stati Uniti      | 3'41"6 |      |
| 5    | Christopher Fisher    | Australia        | 3'42"0 |      |
| 6    | Gianni Del Buono      | Italia           | 3'42"0 |      |
| 7    | Thomas Wessinghage    | Germania Ovest   | 3'43"4 |      |
| 8    | Spilios Zakharopoulos | Grecia           | 3'43"5 |      |
| 9    | Ulf Högberg           | Svezia           | 3'43"6 |      |
| 10   | Hailu Ebba            | Etiopia          | 3'43"7 |      |

| Pos. | Atleta              | Nazione        | Tempo  | Nota |
| ---- | ------------------- | -------------- | ------ | ---- |
| 1    | Kipchoge Keino      | Kenya          | 3'41"2 | Q    |
| 2    | Herman Mignon       | Belgio         | 3'41"7 | Q    |
| 3    | Tony Polhill        | Nuova Zelanda  | 3'41"8 | Q    |
| 4    | Shibrou Regassa     | Etiopia        | 3'41"9 |      |
| 5    | Jacky Boxberger     | Francia        | 3'42"4 |      |
| 6    | Henryk Szordykowski | Polonia        | 3'42"5 |      |
| 7    | Haico Scharn        | Paesi Bassi    | 3'44"4 |      |
| 8    | Pekka Päivärinta    | Finlandia      | 3'45"1 |      |
| 9    | Ray Smedley         | Gran Bretagna  | 3'45"8 |      |
| 10   | Bodo Tümmler        | Germania Ovest | 3'50"0 |      |

| Pos. | Atleta               | Nazione        | Tempo  | Nota |
| ---- | -------------------- | -------------- | ------ | ---- |
| 1    | Rod Dixon            | Nuova Zelanda  | 3'37"9 | Q    |
| 2    | Pekka Vasala         | Finlandia      | 3'37"9 | Q    |
| 3    | Brendan Foster       | Gran Bretagna  | 3'38"2 | Q    |
| 4    | Paul-Heinz Wellmann  | Germania Ovest | 3'38"4 | q    |
| 5    | Gunnar Ekman         | Svezia         | 3'39"4 |      |
| 6    | Robert Wheeler       | Stati Uniti    | 3'40"4 |      |
| 7    | Franco Arese         | Italia         | 3'41"1 |      |
| 8    | Jean-Pierre Dufresne | Francia        | 3'41"1 |      |
| 9    | Klaus-Peter Justus   | Germania Est   | 3'44"6 |      |
| 10   | Gerd Larsen          | Danimarca      | 3'59"4 |      |

### Finale
| Pos.    | Atleta              | Età | Nazione          | Tempo  | Nota |
| ------- | ------------------- | --- | ---------------- | ------ | ---- |
| Oro     | Pekka Vasala        | 24  | Finlandia        | 3'36"3 |      |
| Argento | Kipchoge Keino      | 32  | Kenya            | 3'36"8 |      |
| Bronzo  | Rod Dixon           | 22  | Nuova Zelanda    | 3'37"5 |      |
| 4       | Mike Boit           | 23  | Kenya            | 3'38"4 |      |
| 5       | Brendan Foster      | 24  | Gran Bretagna    | 3'39"0 |      |
| 6       | Herman Mignon       | 21  | Belgio           | 3'39"1 |      |
| 7       | Paul-Heinz Wellmann | 20  | Germania Ovest   | 3'40"1 |      |
| 8       | Volodymyr Pantelei  | 27  | Unione Sovietica | 3'40"2 |      |
| 9       | Tony Polhill        | 24  | Nuova Zelanda    | 3'41"8 |      |
| 10      | Tom Hansen          | 20  | Danimarca        | 3'46"6 |      |